# Zoreane, Mahdalînivka
Zoreane (în ucraineană Зоряне) este un sat în comuna Havrîșivka din raionul Mahdalînivka, regiunea Dnipropetrovsk, Ucraina.

## Demografie
Componența lingvistică a localității Zoreane
     Ucraineană (86,46%)
     Rusă (13,02%)
     Alte limbi (0,52%)
Conform recensământului din 2001, majoritatea populației localității Zoreane era vorbitoare de ucraineană (86,46%), existând în minoritate și vorbitori de rusă (13,02%).